# Grădiniță

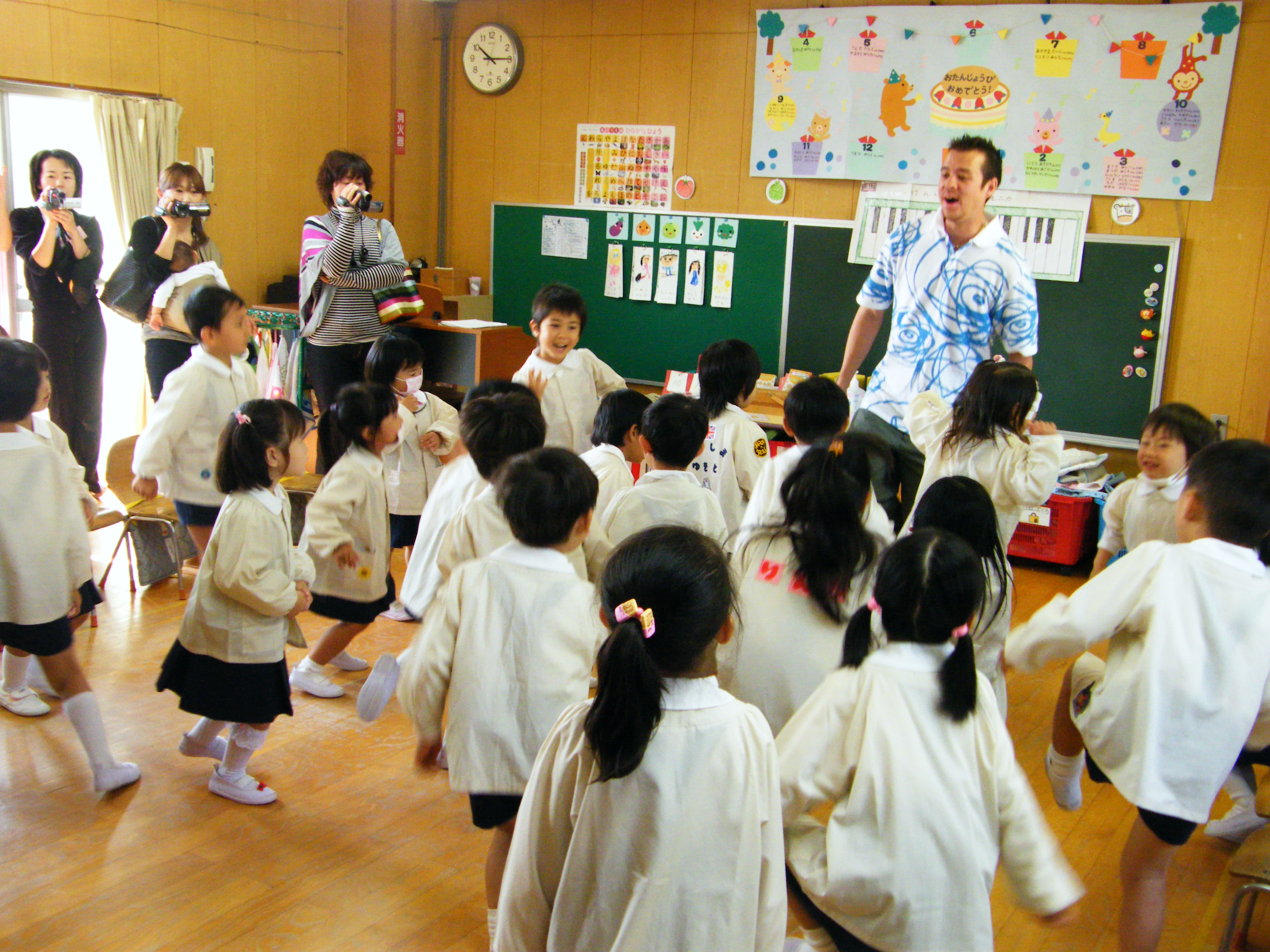
Grădiniță din Japonia

Grădinița este o instituție educațională pentru copii preșcolari. Printre activitățile de bază realizate la o grădiniță se numără joaca, cântatul, activitățile practice precum desenatul și interacțiunea socială, ca parte a tranziției spre viața de școlar.

## Istoric
În 1779, Johann Friedrich Oberlin și Louise Scheppler au fondat în Strasbourg o locație destinată educării și îngrijirii copiilor preșcolari, ai căror părinți erau absenți în timpul zilei.  În aceeași perioadă, în 1780, au fost fondate instituții similare în Bavaria.  În 1802, Pauline zur Lippe a deschis un centru pentru preșcolari în Detmold